# Lymantria dubia
Lymantria dubia este o specie de molii din genul Lymantria, familia Lymantriidae, descrisă de Sir George Hamilton Kenrick 1914 Conform Catalogue of Life specia Lymantria dubia nu are subspecii cunoscute.